# Borrelho-grande-de-coleira
Borrelho-grande-de-coleira (Charadrius hiaticula) é uma ave da família Charadriidae que nidifica no norte da Europa e inverna nas costas europeias e africanas. Frequenta sobretudo zonas estuarinas, onde se alimenta de invertebrados.

## Características

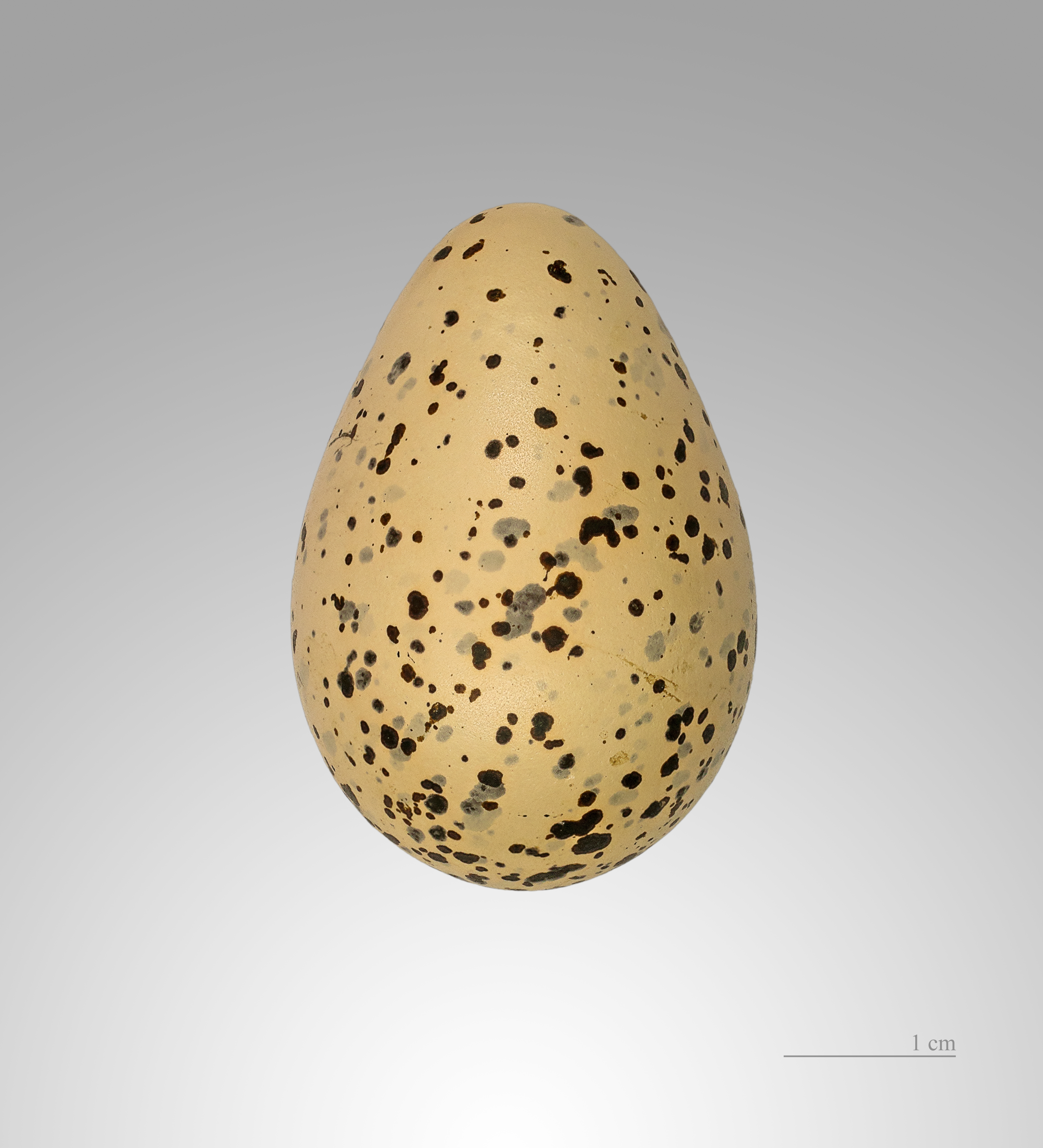
Charadrius hiaticula – MHNT

Caracteriza-se pela coleira preta e pelas patas cor-de-laranja.

## Subespécies
São reconhecidas 2 subespécies:
- Charadrius hiaticula hiaticula - sul da Escandinávia e do Báltico, França, Islândia e Gronelândia.
- Charadrius hiaticula tundrae - Lapónia e Rússia